# Ciudad de los Ángeles
Ciudad de los Ángeles – stacja metra w Madrycie, na linii 3. Znajduje się w dzielnicy Villaverde, w Madrycie i zlokalizowana pomiędzy stacjami San Fermín-Orcasur i Villaverde Bajo-Cruce. Została otwarta 21 kwietnia 2007.